# 桃園捷運2000型電車
桃園捷運2000型電車（とうえんしょううん2000がたでんしゃ）は2017年から台湾の桃園捷運(桃捷、桃園メトロ)で運行されている直流電車で、桃捷では桃園機場捷運（機場線）の直達車（急行）として運用されている。台湾の捷運では初の優等列車用車両。

## 概要
交通部高速鉄路工程局（現在の鉄道局の前身）が11編成55両を川崎重工業に発注し、第1編成は2011年9月に桃園市大園区の青埔機廠へ納入された。車体色の紫は台湾の固有種であるルリチョウ（瑠璃鳥、現地名：台灣紫嘯鶇、学名：Myophonus insularis）をモチーフにしている。

## 仕様
床面高さは113.3cm、客室内天井高さは205.0cm(p138)。車両は5両編成で編成長は約102メートル。

### 性能
車体や機器構成などの基本設計は同線で普通車として運用されている1000型と共通。先頭車運転室窓まわりから路線色かつ種別色の紫帯が側面に向かって伸びている。旅客案内上も直達車は紫で統一され、普通車の青と明確に区別している。連結器は全てドイツ・フォイト社製で、両先頭車はシャルフェンベルク式連結器（密着式）、中間部は半永久式(p59)。
未成線となった前身の中正機場捷運を受け継いで、急曲線や急勾配（最大49.2パーミル(p134)）の多い機場線の線形に対応するため全車両電動車となっている。台北捷運や高雄捷運と同じく標準軌、第三軌条方式の車両が採用された。4両の旅客車と1両の荷物車で構成され、客室には1両当たり両側3か所、荷物車には両側5か所にクノールブレムゼ傘下のiFE社製プラグドアがある(p60)。
営業最高速度は100km/hで起動加速度は1000型と同じく1.1m/s/sだが、90km/h到達は1000型より1.5秒早い29.5秒となっている(p139)。主電動機は1軸1機当たり185kW。

### 編成

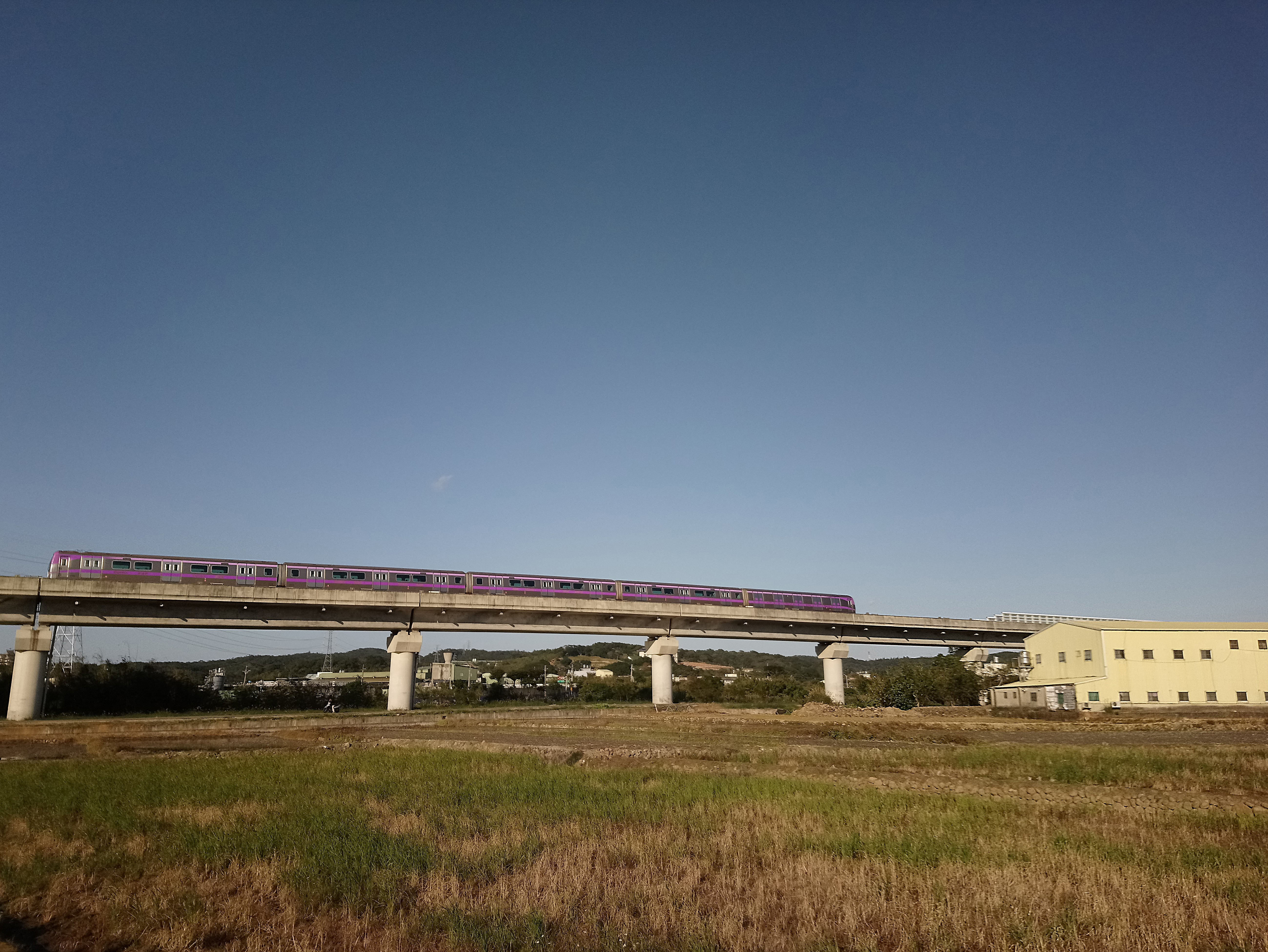
山鼻駅～林口駅を走行する直達車。

|              | ← 台北 桃園国際空港・環北 → | ← 台北 桃園国際空港・環北 →                                                               | ← 台北 桃園国際空港・環北 →                                                               | ← 台北 桃園国際空港・環北 →                                                               | ← 台北 桃園国際空港・環北 →                                                               | 凡例 - DMB - Baggage - DMC - 制御動力車 - MC - 動力車 図例 - ：受託手荷物搭載車 - ：フライトインフォメーション - ：大型手荷物 - ：Wi-Fi - ：ワイヤレス充電器 - ：USBポート - ：バリアフリー - ：AED |
| 形式(p4)     | DMB2500 (Mc1)               | MC2400 (M1)                                                                               | MC2300 (M2)                                                                               | MC2200 (M3)                                                                               | DMC2100 (MC)                                                                              | 凡例 - DMB - Baggage - DMC - 制御動力車 - MC - 動力車 図例 - ：受託手荷物搭載車 - ：フライトインフォメーション - ：大型手荷物 - ：Wi-Fi - ：ワイヤレス充電器 - ：USBポート - ：バリアフリー - ：AED |
| 機器配置     | VVVF                        | VVVF                                                                                      | VVVF                                                                                      | VVVF                                                                                      | VVVF                                                                                      | 凡例 - DMB - Baggage - DMC - 制御動力車 - MC - 動力車 図例 - ：受託手荷物搭載車 - ：フライトインフォメーション - ：大型手荷物 - ：Wi-Fi - ：ワイヤレス充電器 - ：USBポート - ：バリアフリー - ：AED |
| 車内設備     | 荷                          | ,                                                                                         | ,                                                                                         | ,                                                                                         | ,                                                                                         | 凡例 - DMB - Baggage - DMC - 制御動力車 - MC - 動力車 図例 - ：受託手荷物搭載車 - ：フライトインフォメーション - ：大型手荷物 - ：Wi-Fi - ：ワイヤレス充電器 - ：USBポート - ：バリアフリー - ：AED |
| 座席定員     | 荷                          | 40+1                                                                                      | 48+1                                                                                      | 48+1                                                                                      | 44+1                                                                                      | 凡例 - DMB - Baggage - DMC - 制御動力車 - MC - 動力車 図例 - ：受託手荷物搭載車 - ：フライトインフォメーション - ：大型手荷物 - ：Wi-Fi - ：ワイヤレス充電器 - ：USBポート - ：バリアフリー - ：AED |
| 乗車定員     | 荷                          | 210                                                                                       | 219                                                                                       | 219                                                                                       | 210                                                                                       | 凡例 - DMB - Baggage - DMC - 制御動力車 - MC - 動力車 図例 - ：受託手荷物搭載車 - ：フライトインフォメーション - ：大型手荷物 - ：Wi-Fi - ：ワイヤレス充電器 - ：USBポート - ：バリアフリー - ：AED |
| 手荷物積載数 | 荷                          | 28インチスーツケース122個分（荷棚、荷物置き場）、 20インチキャリーバッグ604個分（座席下） | 28インチスーツケース122個分（荷棚、荷物置き場）、 20インチキャリーバッグ604個分（座席下） | 28インチスーツケース122個分（荷棚、荷物置き場）、 20インチキャリーバッグ604個分（座席下） | 28インチスーツケース122個分（荷棚、荷物置き場）、 20インチキャリーバッグ604個分（座席下） | 凡例 - DMB - Baggage - DMC - 制御動力車 - MC - 動力車 図例 - ：受託手荷物搭載車 - ：フライトインフォメーション - ：大型手荷物 - ：Wi-Fi - ：ワイヤレス充電器 - ：USBポート - ：バリアフリー - ：AED |
| 全長         | 20,780                      | 20,250                                                                                    | 20,250                                                                                    | 20,250                                                                                    | 20,780                                                                                    | 凡例 - DMB - Baggage - DMC - 制御動力車 - MC - 動力車 図例 - ：受託手荷物搭載車 - ：フライトインフォメーション - ：大型手荷物 - ：Wi-Fi - ：ワイヤレス充電器 - ：USBポート - ：バリアフリー - ：AED |
| 車両番号     | 2501 : 2511                 | 2401 : 2411                                                                               | 2301 : 2311                                                                               | 2201 : 2211                                                                               | 2101 : 2111                                                                               | 凡例 - DMB - Baggage - DMC - 制御動力車 - MC - 動力車 図例 - ：受託手荷物搭載車 - ：フライトインフォメーション - ：大型手荷物 - ：Wi-Fi - ：ワイヤレス充電器 - ：USBポート - ：バリアフリー - ：AED |

### 設備
座席は全車固定クロスシートで、シートピッチは800mmと国内外の同種の列車に比べて狭くなっている。製造は国内の佳豊機械設計工業が担当した(p60)。博愛座（優先座席）は濃い紫で明確化され、各座席には読書灯と衣類を掛けるフックが備えられている。大衆捷運法により飲食が禁止されているにもかかわらず、背面にドリンクホルダーつきの折り畳みテーブル、窓下部に固定テーブルが設置されているが、仕様策定・発注時に運営母体が決まっていなかったための名残であり、後者は開業後にスマートフォンなどのワイヤレス充電器として流用されている（端子はMicro-USB、USB Type-C、Lightningの三種。）。これに加えて2019年8月末より直達車11編成の座席はアームレスト部192ヶ所にUSBポートが増設され、普通車20編成を合わせて全旅客車両の照明がLED式に順次換装された。
台湾桃園国際空港利用客を考慮し、大型のスーツケースなどを置ける荷物棚や床面の荷物置き場が設置されている。側面窓下部の帯部分には、誤乗防止の観点からホームドア越しでも見えやすいように「Express 直達車」と大きい文字で表記されている。また、開業直後に台湾で初の事例となる車内自動体外式除細動器（AED）が旅客車の1両目と4両目に増設されている。
台北方5号車は台北車站でのインタウン・チェックイン時で集められた航空旅客の受託手荷物専用車で、1,550 mm×1,500 mm×1,050 mmのコンテナを最多で13個格納でき、左右両側に5つずつのドアがあり、90秒でコンテナの出し入れができるように設計されている。(p140)。

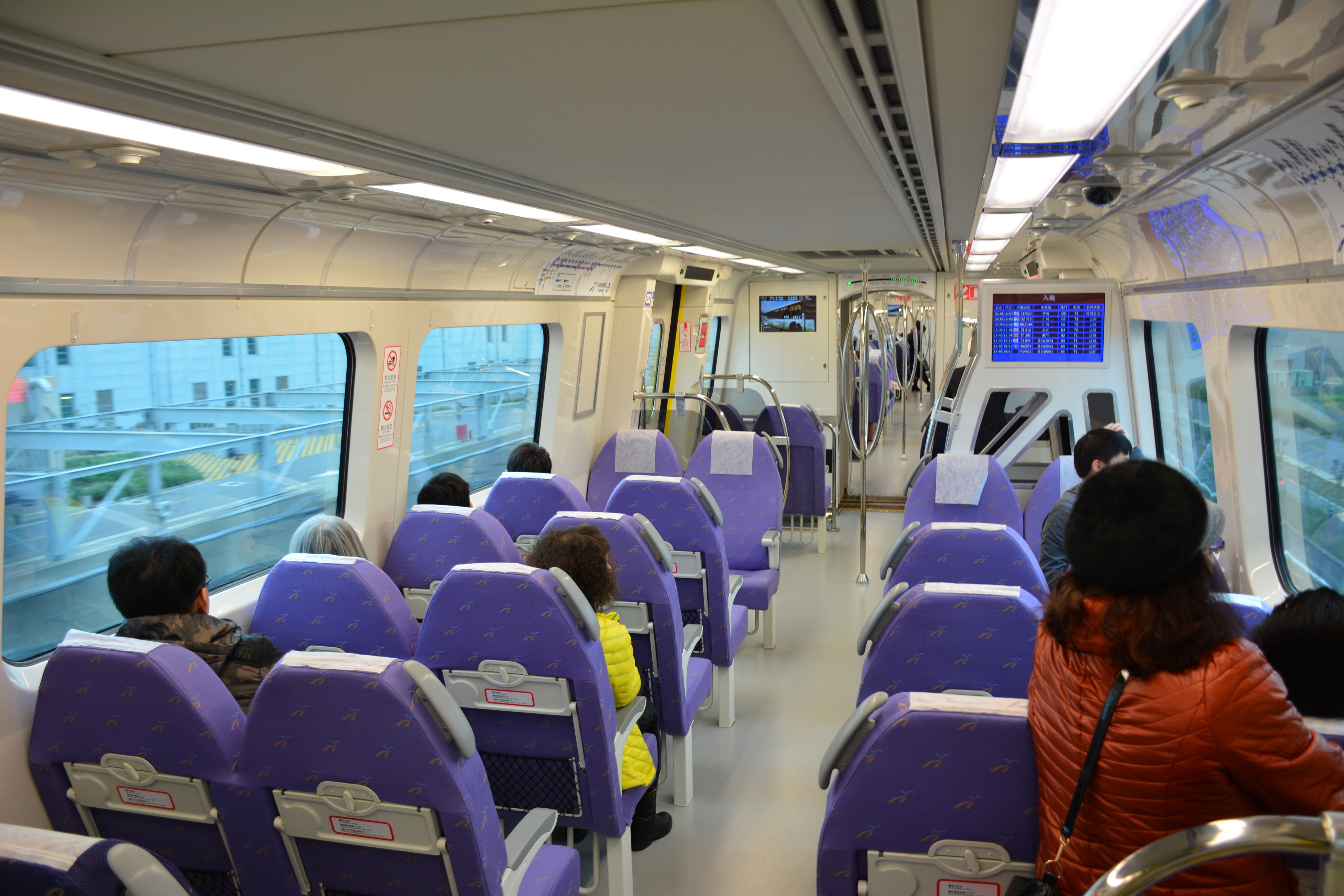
車内
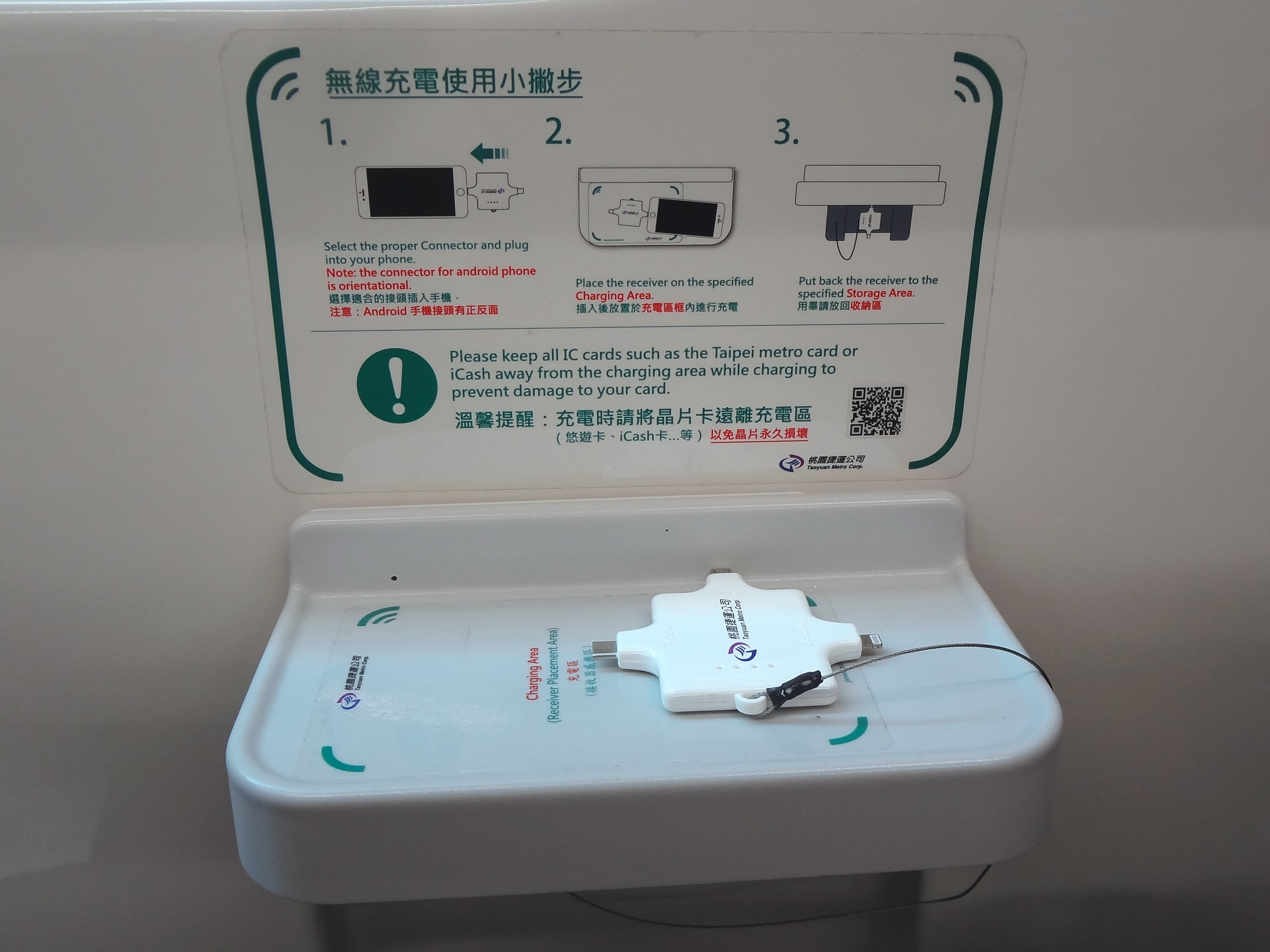
座席壁面テーブルに設置された三股ワイヤレス充電器
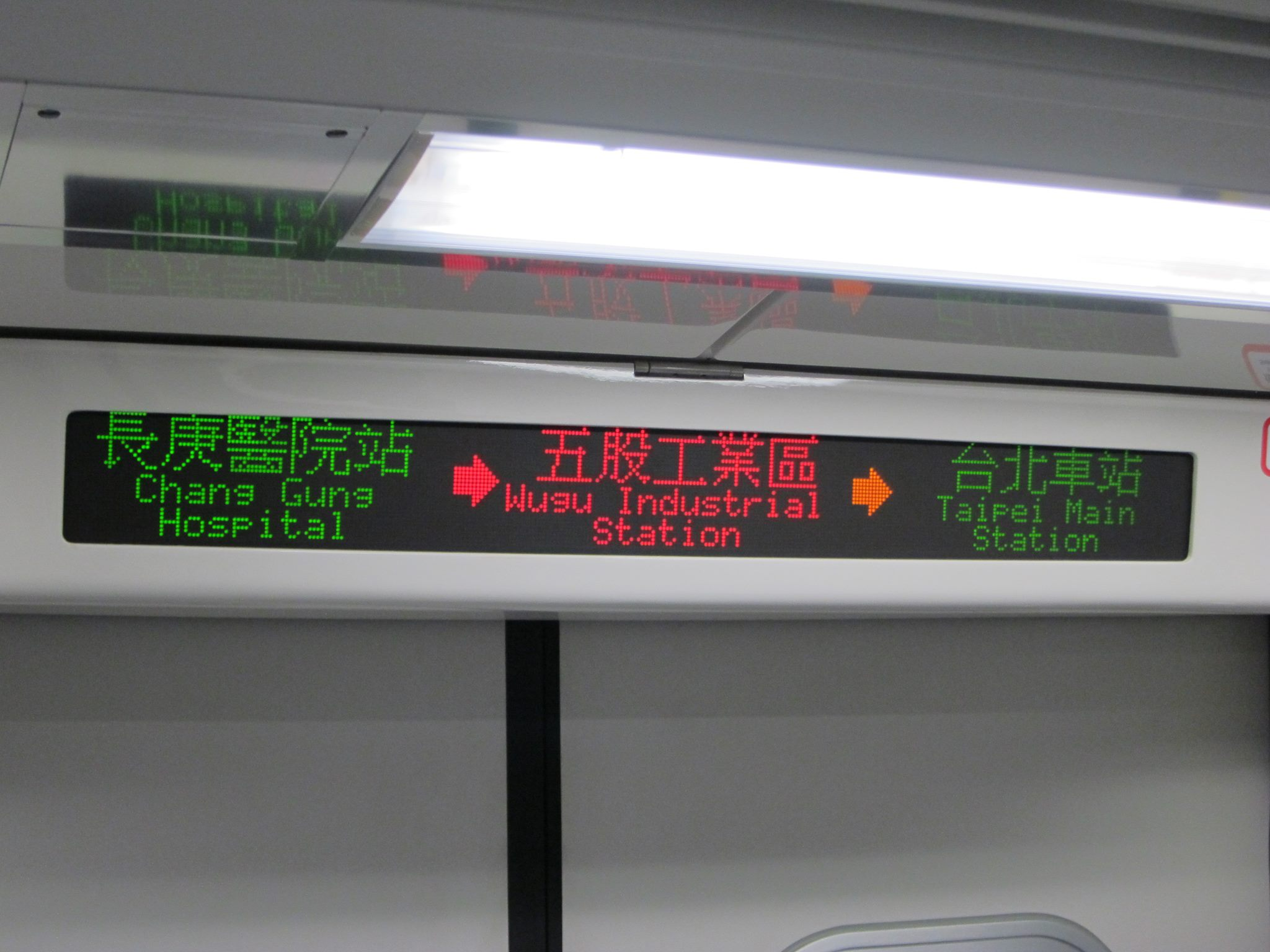
ドア上の旅客案内装置（「五股工業區」は新北産業園区駅の開業前の仮称）
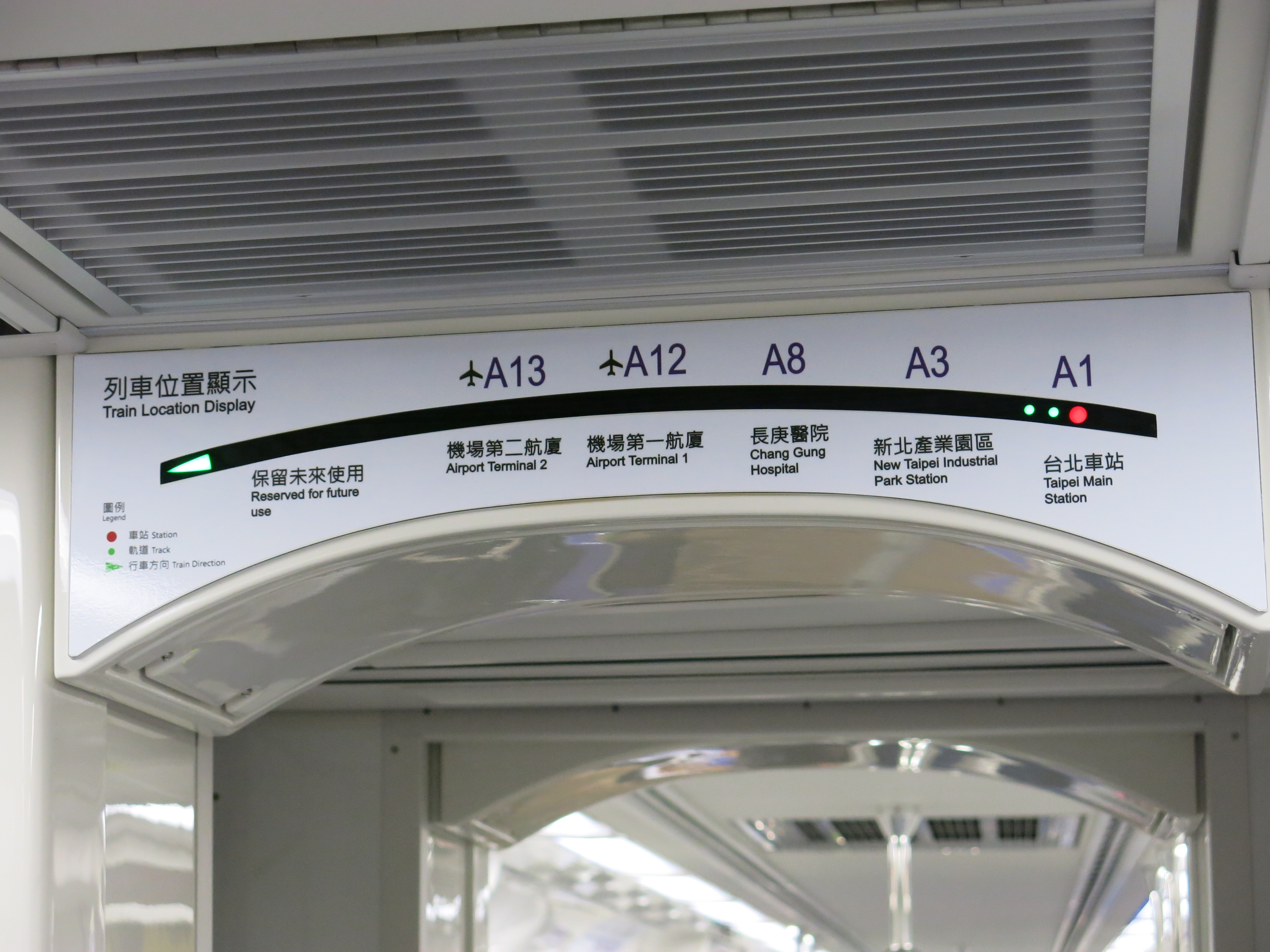
妻側ドア上の位置案内装置（環北延伸前）
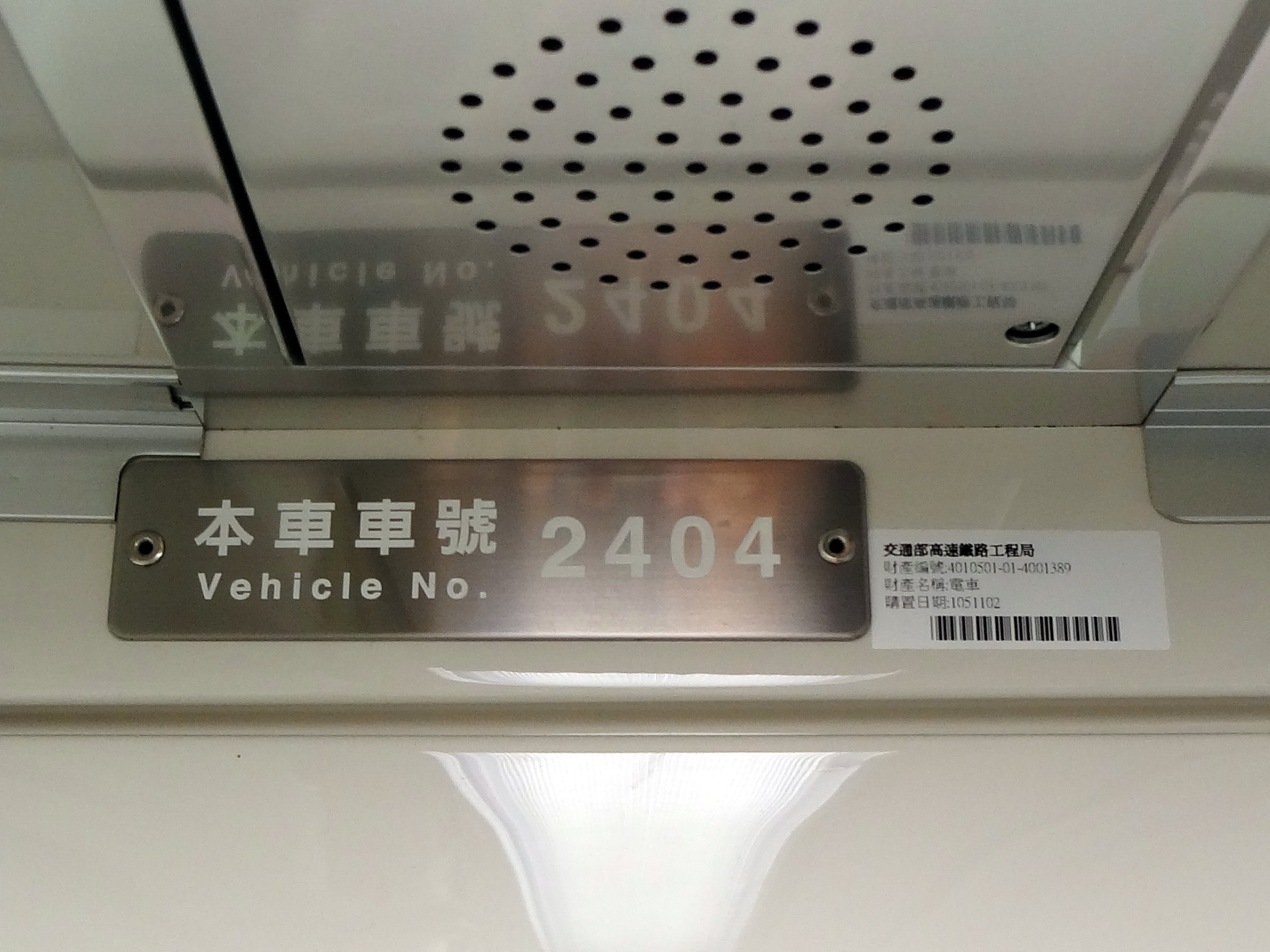
製造銘板。右側に高速鉄路工程局の資産管理番号が付与されている。
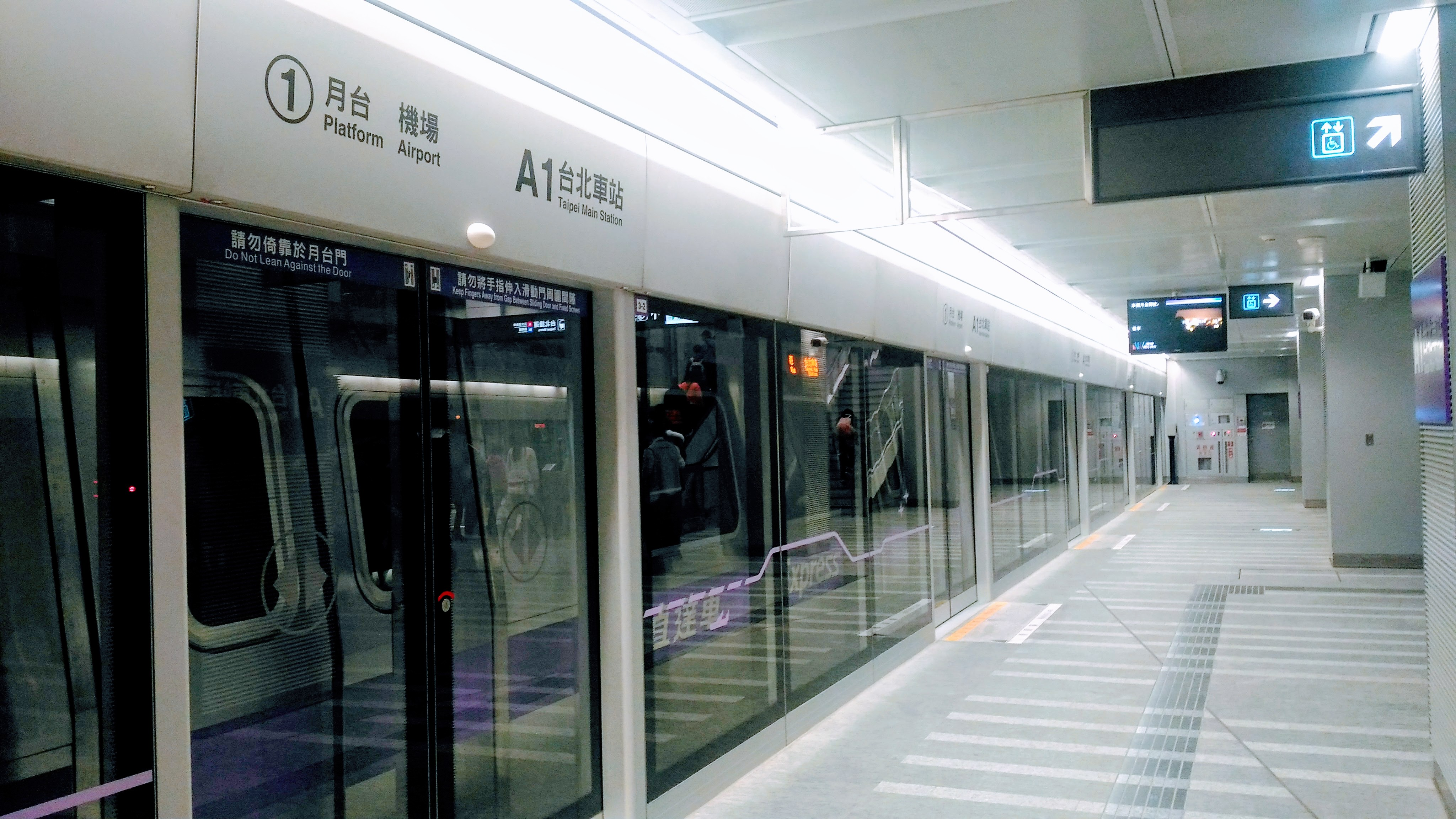
ドア間帯部分の直達車表記（台北車站駅）

## 特別仕様車

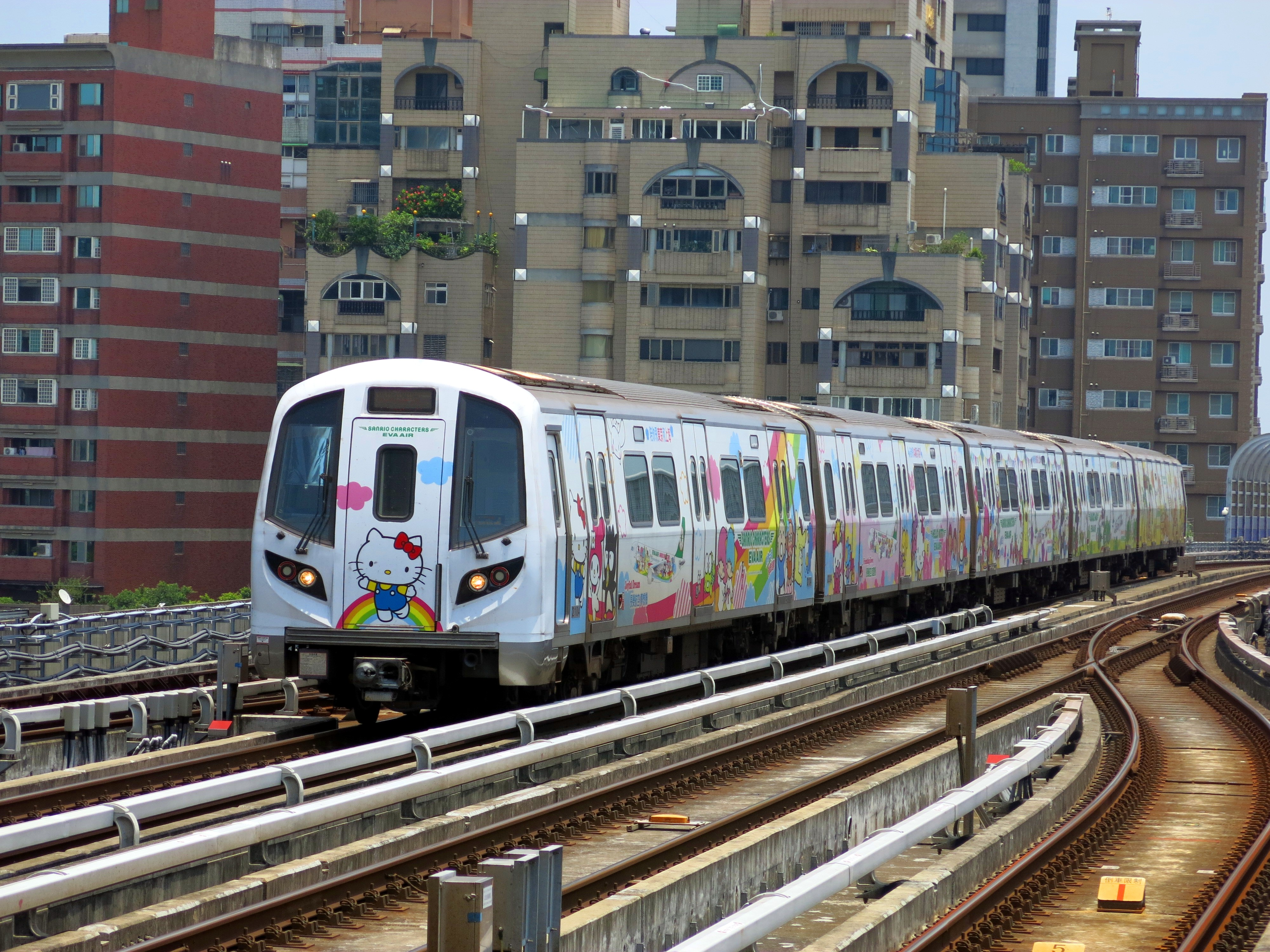
サンリオ・ラッピング列車（林口駅）

- サンリオラッピング（第4編成：2017年6月～[18]）
- 南海電気鉄道&大阪（第7編成：2018年1月～[19]）
- 台東県政府（第2編成：2018年6-10月[20][21]）
- 京成電鉄スカイライナー（第6編成：2018年6月～[22]）

## 関連商品
台湾メーカーの鐵支路模型より迴力車（デフォルメされた無動力の模型）が、タカラトミーより台湾国内限定でプラレールがそれぞれ販売されている。